# ريتشارد تومالا
ريتشارد تومالا (بالألمانية: Richard Thomalla)‏ (و. 1903 – 1945 م) هو مهندس مدني، ومهندس، ومعذب، وسياسي ألماني، كان عضوًا في الحزب النازي، كان عضوًا في شوتزشتافل، ويحمل رتبة عسكرية هوبتستثرمفهرر، توفي في يتشين، عن عمر يناهز 42 عاماً، بسبب إعدام رميا بالرصاص.

## الخدمة العسكرية
خدم في شوتزشتافل.